# Castle Caereinion
Castle Caereinion (en anglais) ou Castell Caereinion (en gallois) est un village et une communauté du Powys, au pays de Galles.

## Géographie
Castle Caereinion est situé dans le nord-est du Powys, dans le comté historique du Montgomeryshire, à une douzaine de kilomètres à l'ouest de la ville de Welshpool.
La communauté de Castle Caereinion comprend aussi le hameau de Cyfronydd.

## Démographie
Au recensement de 2011, la communauté de Castle Caereinion comptait 592 habitants.